# Östtysklands historia

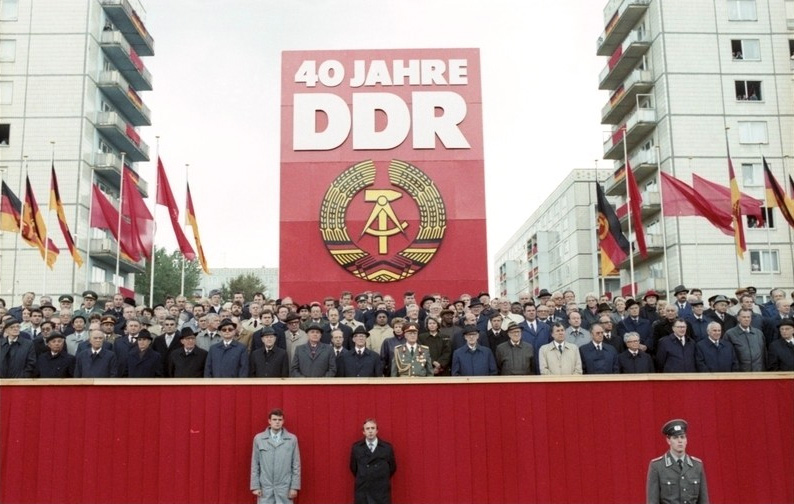
DDR firar 40-årsdag 7 oktober 1989.

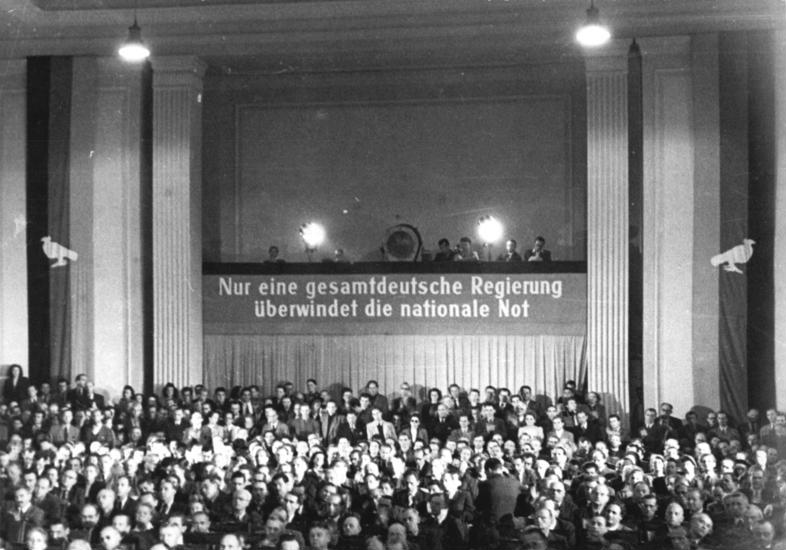
Östtyskland bildas, 7 oktober 1949

Östtyskland (officiellt Tyska demokratiska republiken) var en marxist-leninistisk stat i Centraleuropa 1949–1990.
Östtysklands grundades i den sovjetiska ockupationszonen i Tyskland och den sovjetiska sektorn i Berlin, den 7 oktober 1949. Då hade Västtyskland nyligen grundats i de tre västmakternas ockupationszoner. Statens historia slutade den 3 oktober 1990 då alla tillhörande territorier anslöt sig till Förbundsrepubliken Tyskland efter beslut av Östtysklands första demokratiskt valda parlament.

## Förhistoria mellan 1945 och 1949

### Uppdelning av Tyskland

Ockupationszonerna i Tyskland 1945-1991.

På grund av att de allierade under andra världskriget saknade en gemensam politik om Tyskland diskuterade de redan under kriget en uppdelning av landet. Dessa diskussioner skedde under Teheran- och Jaltakonferenserna. Efter segern möttes de allierade i juli 1945 i Potsdam och beslöt att Tyskland skulle delas i fyra ockupationszoner och Berlin i fyra sektorer. För att förvalta alla zoner skapades en gemensam kontrollkommitté.
Efter en tid uppkom stora ekonomiska skillnader mellan de västra zonerna och den sovjetiska ockupationszonen. De politiska spänningar som ledde till kalla kriget hade i Tyskland till följd att den amerikanska ockupationszonen sammanslöt sig med den brittiska ockupationszonen i januari 1947. Medan industrin i de västra zonerna fick hjälp genom Marshallplanen fortsatte Sovjetunionen med nedmonteringar av företag som krigsskadestånd. När den sovjetiska sidan fick veta att de västallierade hade för avsikt att bilda en västtysk förbundsstat lämnade det sovjetiska sändebuden den 20 mars 1948 i protest sina platser i kontrollkommittén. Den 20 juni 1948 byttes den gällande valutan i Västtyskland ut och lite senare fick även Västberlin D-mark som valuta. Tre dagar efter den västtyska valutareformen genomfördes en liknande reform för östra Tyskland.

### Sovjetisk Tysklandspolitik
Under andra världskriget hade Stalin idén att Tyskland skulle bli en sammanhängande och neutral stat efter kriget. Han förväntade sig mycket krigsskadestånd från Ruhrområdet. När det blev uppenbart att Ruhrområdet skulle komma att bli del av en annan ockupationszon utlovade Stalin först jordbruksprodukter från östra Tyskland, men denna handel blev aldrig genomförd.
Efter kriget skapades i den sovjetiska ockupationszonen en myndighet (Sovjetisk militäradministration i Tyskland, SMAD) med upp till 50 000 medarbetare, vilka reglerade alla politiska aktiviteter i östra Tyskland.

### Politisk uppbyggnad

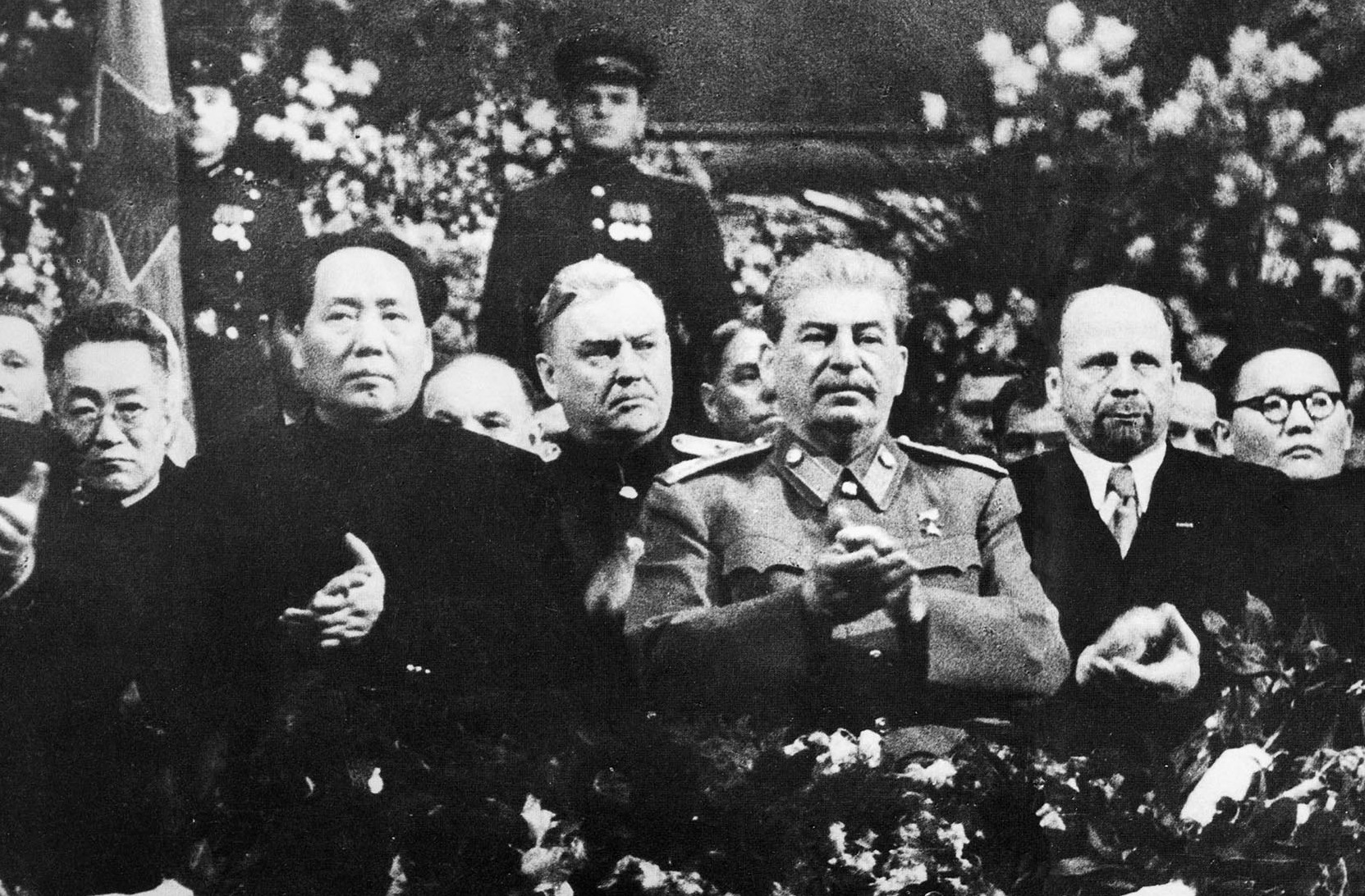
Walter Ulbricht tillsammans med Mao och Stalin i Moskva 1949.

De första politiska aktiviteterna av tyskar efter kriget dominerades i östra Tyskland av den så kallade ”gruppen Ulbricht”. Denna grupp var sammansatt av tyska kommunister som hade emigrerat till Sovjetunionen under andra världskriget och leddes av Walter Ulbricht. Gruppens första mål var att etablera så många medlemmar som möjligt i de östtyska förvaltningarna.
En överraskning för de västallierade och för tyska politiker var, att SMAD redan i juni 1945 möjliggjorde ett system med flera olika partier och så grundades eller återskapades till exempel KPD, SPD, CDU och LDPD. Dessa partier grundade det så kallade Antifascistiska blocket, som skulle rensa alla myndigheter från nazistiska personer och organisera landets återuppbyggnad. Trots att SMAD gynnade KPD misslyckades försöket att göra det kommunistiska partiet till det bestämmande partiet i den sovjetiska ockupationszonen.
Redan under andra världskriget fanns i SPD och KPD personer som hade idéer om ett gemensamt arbetarparti. Efter en rad häftiga diskussioner i de bägge partierna och ett större försök av SMAD att påverka medlemmarna i deras beslut skapades den 22 april 1946 Tysklands socialistiska enhetsparti (SED). Men vid de följande kommunalvalen i oktober 1946 fick partiet bara 47,5 procent av rösterna. För att minska inflytandet av de östtyska partierna CDU och LDPD utökades det antifascistiska blocket med nya partier och andra organisationer (Kulturbund, FDGB, Demokratischer Frauenbund Deutschlands) som dominerades av kommunister.
Senare bildades en folkkommitté som skulle utarbeta en författning för en ny stat. Efter att författningens text bekräftats i flera möten utropade sig folkkommittén till Östtysklands provisoriska parlament och författningen sattes i kraft. På så sätt grundades staten Deutsche Demokratische Republik.

### Ekonomisk uppbyggnad
Ekonomin i östra Tyskland påverkades i början i hög grad av sovjetiska nedmonteringar. Fram till slutet av år 1946 förflyttades utrustningen hos över 1 000 företag (mest firmor som sysslade med maskinteknik, kemisk industri och optisk industri) till Sovjetunionen. Dessutom nedmonterades nästan alla andra spår och elektricitet vid östtyska järnvägslinjer. I en senare etapp tog Sovjetunionen även krigsskadestånd från den pågående produktionen trots att det var förbjudet enligt fördraget från Potsdam. I september 1945 påbörjades en reform av grundegendom. Egendom tillhörig såväl krigsförbrytare och representanter från Nationalsocialistiska tyska arbetarepartiet (NSDAP) som jordägare med mer än 100 hektar land blev exproprierad utan ersättning. SMAD delade ut marken till de så kallade nybönder som självständigt skulle odla sina fem till tio hektar. På grund av att dessa nya bönder saknade verktyg var de beroende av uthyrningsstationer.
Den egentliga omvandlingen till socialistisk ekonomi påbörjades först 1952.

## Utveckling mellan 1949 och 1961

### Östtyskland grundas

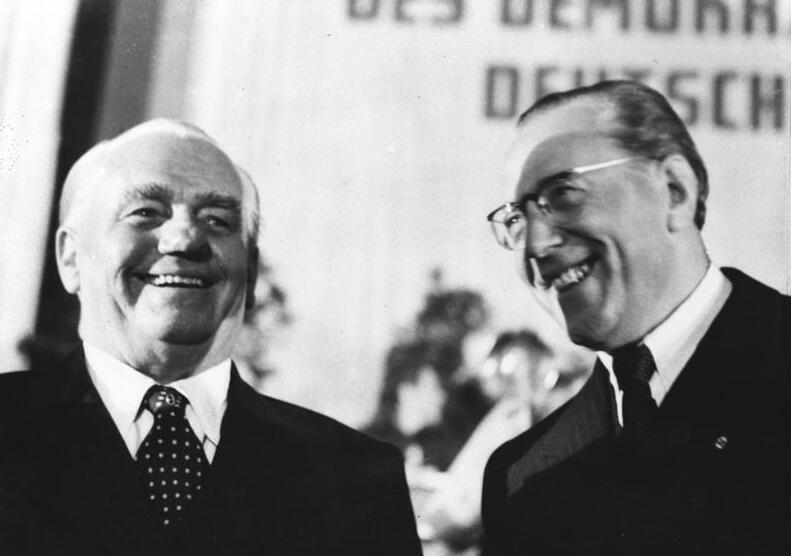
Wilhelm Pieck och Otto Grotewohl vid grundandet av Östtyskland 1949.

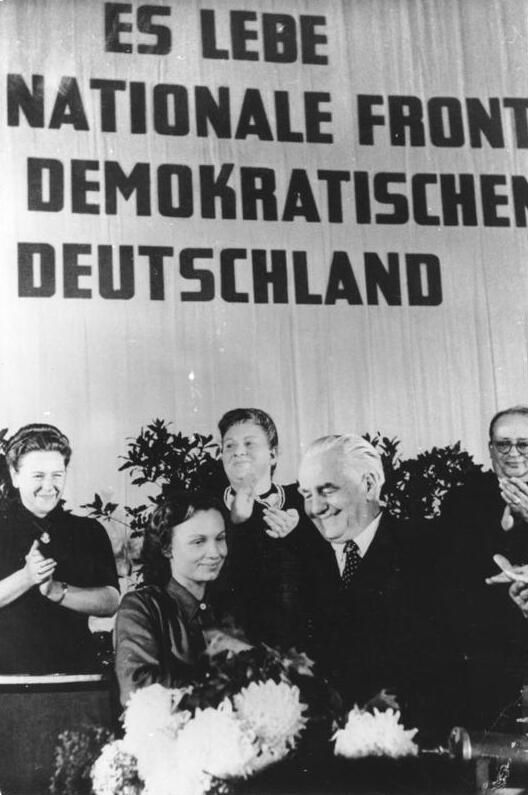
Tyska demokratiska republiken grundas i Östberlin 1949. Margot Feist och Wilhelm Pieck.

Den 7 oktober 1949 grundades staten Deutsche Demokratische Republik, Tyska demokratiska republiken, förkortat DDR, i den sovjetiska zonen av Tyskland. Östtysklands förste president blev Wilhelm Pieck och landets förste statsminister var Otto Grotewohl. De var sedan 1946 ledare av Tysklands socialistiska enhetsparti (SED).
Walter Ulbricht blev vice statsminister och 1950 generalsekreterare i SED. Under hans ledning infördes ett samhällssystem efter sovjetisk förebild. Även om den formella makten över landet vid den här tiden fortfarande låg hos Pieck, så var Ulbricht redan vid det här laget de facto landets ledare och allt eftersom den gamle presidentens hälsa försämrades kunde han stärka sin makt ytterligare. Efter Wilhelm Piecks död 1960 avskaffades presidentposten i DDR och Staatsrat der DDR (Östtysklands statsråd) blev istället den styrande institutionen i landet. Rådets ledare, som samtidigt var statsöverhuvud, blev Walter Ulbricht. Östtyskland var under Walter Ulbricht ett av de mest Moskvatrogna länderna i Sovjetunionens maktsfär. Den östtyska regeringen ville markera den tysk-sovjetiska vänskapen som en central del av den internationella kommunismen.
Vid valen 1950 blev alla partier trots olika protester sammanslagna i en lista som kallades Nationale Front. Listan dominerades av SED och vann under de följande åren, enligt statens statistik, alltid med omkring 99 procent.

### Folkupproret 17 juni 1953
Den 17 juni 1953 skedde arbetarupproret i Berlin och andra östtyska städer: Arbetare demonstrerade mot den utkrävda tioprocentiga produktionshöjningen, för bättre villkor, kortare arbetsdag och fria val. En miljon arbetare deltog i aktionen. Redan samma eftermiddag slogs upprorsmakarna brutalt ned av sovjetiska militära styrkor. Cirka 50 personer dödades och 10 000 protesterande dömdes till fängelsestraff.

### Utrikespolitik
Kort efter DDR:s grundande slöt staten fördrag med andra stater i Östblocket. I juli 1950 fastslogs Oder-Neisse-linjen som gräns mellan Polen och Östtyskland. I september blev DDR medlem i Comecon, som var den östeuropeiska motsvarigheten till Europeiska gemenskapen. SMAD omvandlades 1953 till kommissariat och 1955 blev myndigheten upplöst efter att Sovjetunionen hade erkänd DDR som suverän stat.
Kontakter till andra stater förhindrades av Västtyskland genom Hallstein-doktrinen. Västtyskland hotade dessa stater med avbrott av alla kontakter om de skulle sluta fördrag med DDR. Efter att Västtyskland 1954 blev medlem i Västeuropeiska unionen anslöt sig Östtyskland ett år senare till Warszawapakten.
Östtyskland var internationellt knutet till Warszawapakten och Comecon. Man hade dessutom tillgång till EG genom den innertyska handeln med Västtyskland som under 1970-talet öppnades upp för ökad handel med väst. Under 1960-talet började DDR engagera sig i Afrika och skickade militära rådgivare till Afrika och Mellanöstern. Den östtyska arméns engagemang utomlands överträffades inom östblocket bara av Sovjetunionen och Kuba.
Typiskt för DDR var kombinera handelspolitik med militär- och infrastrukturprojekt. För DDR var detta också ett sätt att lösa de ekonomiska problemen genom byteshandel som kan liknas vid kolonialhandeln där DDR bytte vapen och lastbilar mot kaffe och andra råvaror med länder som Vietnam, Moçambique och Angola. DDR kom också att utbilda personer från dessa länder och många kom till DDR som gästarbetare.
Till skillnad från Västtyskland med sin Wiedergutmachungspolitik ersatte inte DDR offer för nazismen materiellt. DDR med få undantag gav inte tillbaka förmögenheter och fastigheter som varuhus och fabriker. Istället gav DDR extra sociala förmåner som tidigare pension och förtur till universitet för barn till offer för nazisterna. I DDR fokuserade man mer på de som varit med i den egna motståndsrörelsen i historiensynen och inte de som fallit över för förintelsen och rasismen i Nazityskland. Man gjorde skillnad på "offer" och "aktiva kämpar mot fascismen".

### Utvecklingar i samhället
För återuppbyggnaden av landet behövdes alla medborgare. Därför var det viktigt att inkludera alla kvinnor i den pågående processen. Det skapades daghemsplatser för små barn och även de yngre skolbarn fick handledare som var ansvariga för barnen när dagens egentliga skoltid var över. Hela skolsystemet omvandlades till den så kallade Polytechnische Oberschule som alla barn studerade vid i över tio år. För att skola barnen politiskt skapades organisationerna Pionierorganisation Ernst Thälmann och FDJ.

### Ekonomisk politik

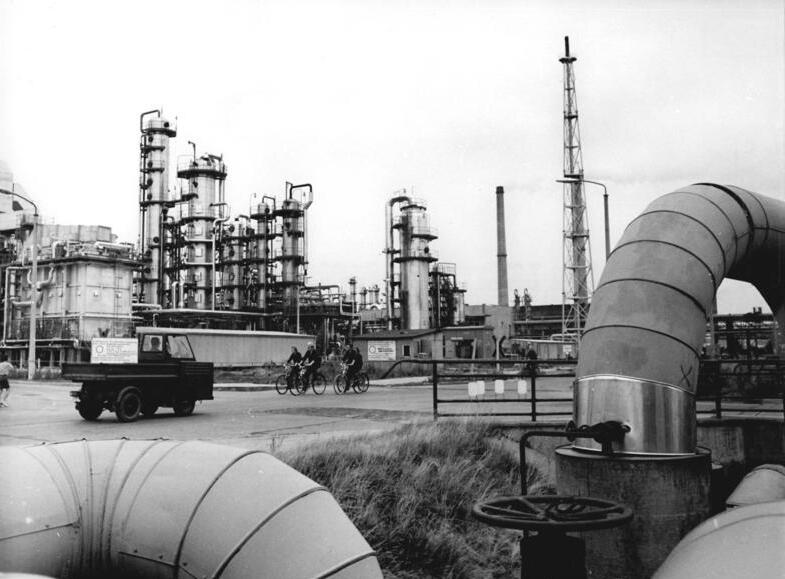
Bland de stora statliga projekten under 1960-talet hörde oljeraffinaderiet i Schwedt.

Från och med 1951 organiserades industrin efter en femårsplan som liknade planekonomi som i Sovjetunionen. 1952 förkunnades socialismens uppbyggande med ökat statligt ägande av företag, fokus på den tunga industri och kollektivisering av jordbruket. Ansvarig för utformningen och kontrollen av dessa planer var en plankommission. 1958 avskaffades alla livsmedelskort. 1959 fanns det tecken på att den pågående femårsplan inte skulle uppfyllas och därför skapades tillfälligt en sjuårsplan. Ett större antal sovjetiska aktiebolag köptes tillbaka och omvandlades till folkägt företag (Volkseigener Betrieb).
På SED:s partidag 1963 beslutades ett nytt ekonomiskt system för planeringen och ledningen av det östtyska näringslivet. Målet var att skapa ett mer flexibelt näringslivssystem med vissa marknadsmässiga element i den statliga planekonomin. Mindre fokus lade nu på politiskt ställningstagande och nu kunde även ekonomer och tekniker inta ledande ställningar - men SED:s totala maktställning i samhället och industrin kvarstod. Under 1960-talet skapades statliga även koncerner, så kallade kombinat, för att stärka industrins utveckling. Företag inom en sektor eller bransch lades samman i ett kombinat. Tanken var att sammanföra resurser för produktion och forskning och utveckling under en central styrning. Men kombinaten gav inte den utveckling som de styrande hoppats då de styrdes av politiska organ som till exempel politbyrån och var utsatta för ministerstyre. De framgångar som följde gjorde att Ulbricht lade fram "Modell DDR" som en föregångsbild men hamnade i en ideologisk konflikt med det sovjetiska systerpartiet som ledde till hans avgång.

### Säkerhetstjänsten
1950 grundades ett Ministeriet för statssäkerhet (MfS), mer känt som Stasi, som fungerade som Östtysklands säkerhetstjänst. Dess förste ledare blev Wilhelm Zaisser. Efter folkupproret 1953 anklagade enhetspartiets ledning Stasi för misslyckandet. Därför degraderades ministeriet under två år till underavdelning till ett annat ministerium. Wilhelm Zaisser blev först avskedad från enhetspartiets centralkommitté och senare även utesluten från partiet. Vid ministeriets återskapande bildades en avdelning för utlandsspionage. 1957 avskedade premiärminister Otto Grotewohl på Ulbrichts order Wollweber och utnämnde Mielke till Stasichef (Minister für Staatssicherheit), en roll han hade fram till 7 november 1989.

## Utveckling mellan 1961 och 1970
Fram till 1956 lämnade 1,72 miljoner personer landet. För att stoppa denna process ändrades rättsnormen så att resor till Västeuropa blev svårare. Den så kallade republikflykten blev straffbar. Trots allt ökade utvandringen fortfarande. Till exempel lämnade många bönder, som inte ville vara medlemmar i ett statligt kooperativ, landet. Enbart i september 1960 registrerade Västberlin 20 968 invandrare från Östtyskland. Dessa personer som lämnade landet hade oftast en bra utbildning och saknades därför i den östtyska ekonomin. Till slut byggdes den 13 augusti 1961 Berlinmuren, som gjorde utresan nästan omöjlig.

### Berlinmuren

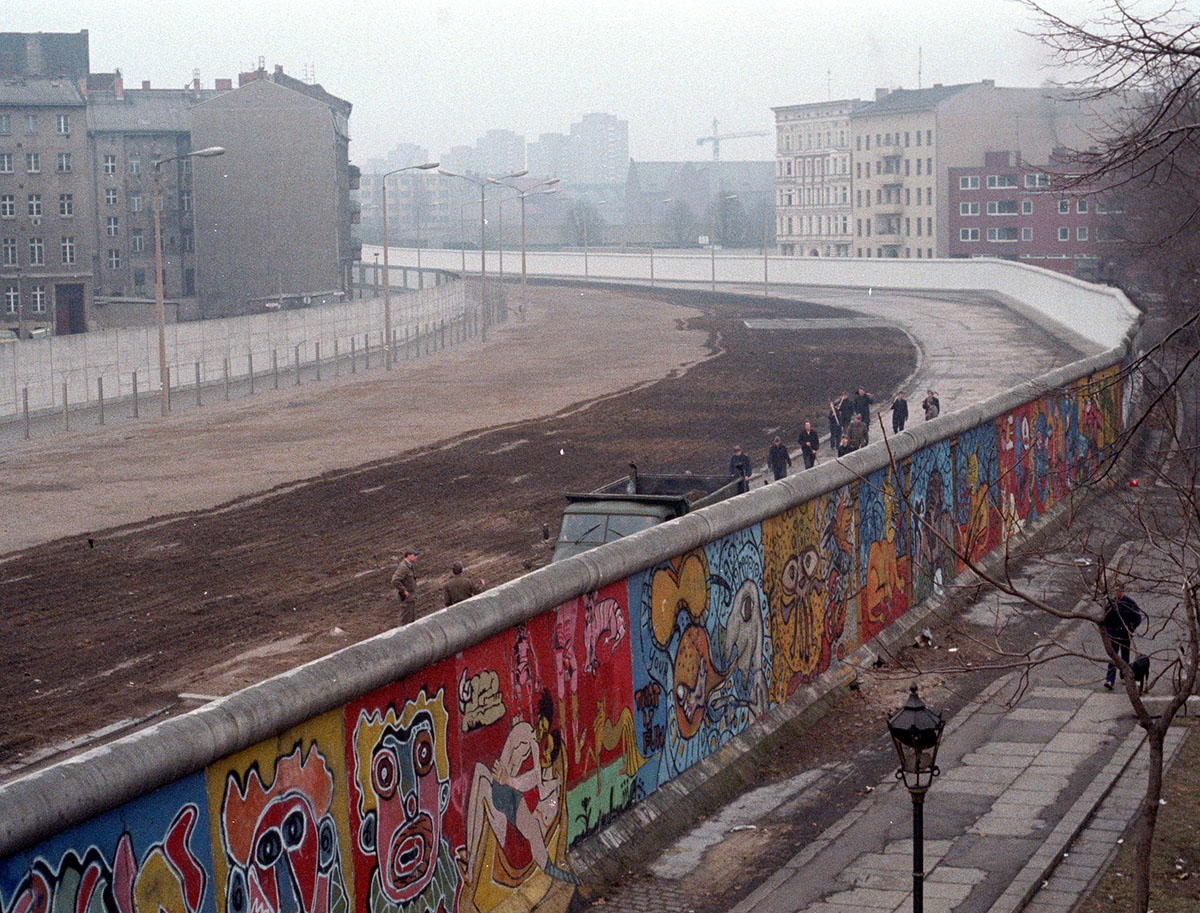
Berlinmuren 1986, med klotter på västsidan.

Berlinmuren började uppföras under natten mellan den 12 och 13 augusti 1961. Då började över 14 500 östtyska soldater, poliser och arbetare bygga muren genom de centrala delarna av Berlin, lägga ut taggtråd runt Västberlin en bit in på östtyskt territorium och göra vägarna mellan den västra och östra delen av staden opasserbara. Efter att Berlinmuren var färdigbyggd utsändes order att flyktingar skulle skjutas. Östtyska och västtyska gränsposter hamnade i mindre strider på grund av de första flyktingar som dog vid gränsen. Senare placerade Östtyskland minor på sin sida av gränsen.
1962 införde Östtyskland värnplikt för att förbättra situationen i Nationale Volksarmee (NVA) genom att utöka antalet soldater i armén. På grund av större protester från kyrkliga institutioner inrättades 1964 en tjänst utan vapen som kallades byggsoldat (Bausoldat). Ibland skedde mindre strider på Östtysklands territorium, huvudsakligen i luften, med Västblockets flygplan, som var på väg till Västberlin. I augusti 1968 fick den sovjetiska armén organisatorisk hjälp av NVA när den invaderade Tjeckoslovakien efter Pragvåren, men de östtyska trupperna deltog inte själva vid nedslagningen av folkupproret.
Den 21 september 1964 dog Otto Grotewohl och hans efterföljare som ledare av ministerrådet blev Willi Stoph. I april 1968 hölls valen för en ny författning. Resultatet blev 94,5 procent positiva röster. I författningen klargjordes SED:s ledande roll i landet och man såg sig som en socialistisk stat av tysk nation. Nu fanns en vilja att vara en egen stat och distansera sig gentemot väst. DDR fjärmar sig från tanken på en återförening. Detta förde med sig att Tyskland inte längre deltar i OS som en nation. Vidare strävade man i den nya författningen efter normala relationer och samarbete mellan de två tyska staterna. Sovjetunionen uppskattade inte Ulbrichts val och började nu föra fram Honecker som favorit.

## Stabilitet och kris 1971–1980

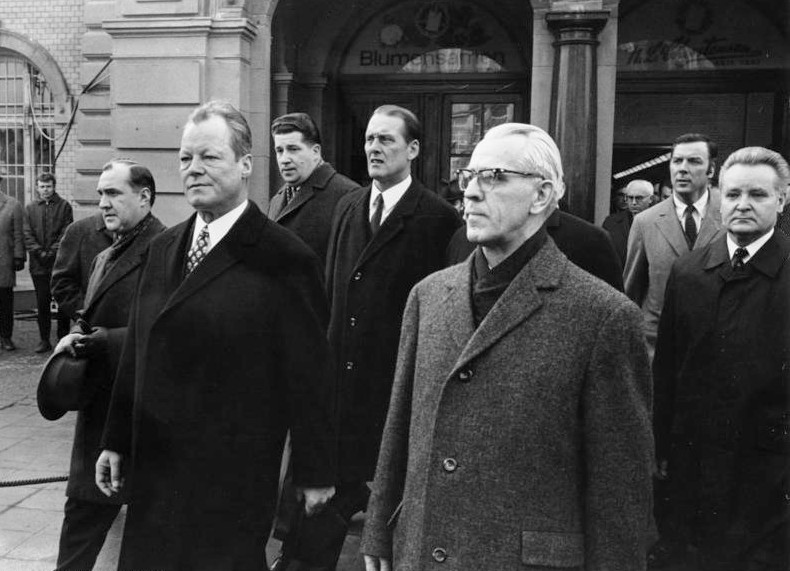
Willy Brandt och Willi Stoph i Erfurt 1970.

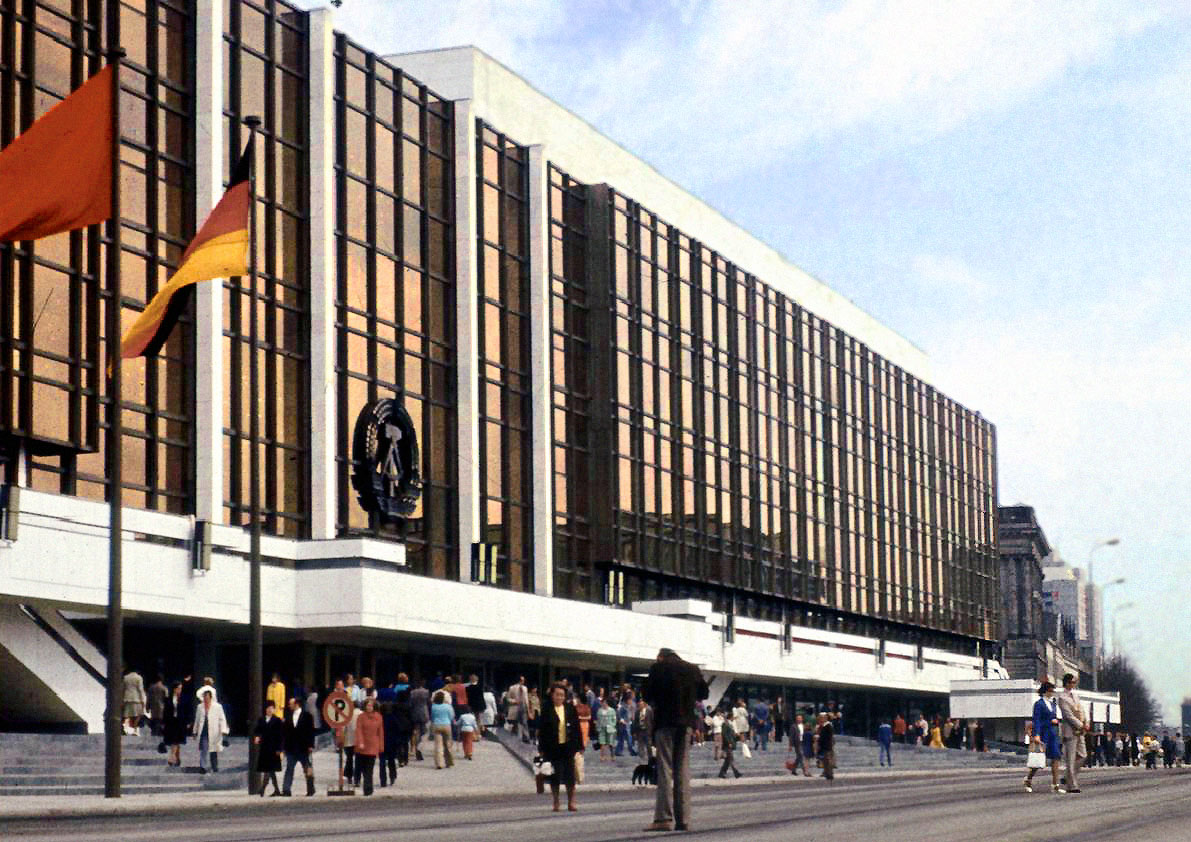
Palast der Republik

### Närmanden till väst
Från 1970 förbättrades relationerna genom den nya östpolitiken under Willy Brandt som ersatte den tidigare politiken knuten till Hallsteindoktrinen. DDR hade svarat Hallsteindoktrinen med Ulbrichtdoktrinen. Bakgrunden till förändringen var Willy Brandts tillträde som kansler 1969 och den nya östpolitik (Neue Ostpolitik) som inleddes av SPD/FDP under mottot "Wandel durch Annäherung". 19 mars 1970 ägde det första mötet mellan ledare för länderna rum i östtyska Erfurt. Förbundskansler Willy Brandt mötte då Willi Stoph som var ordförande för Östtysklands ministerråd. Under sitt besök i Erfurt hyllades Brandt av folkmassor. 21 maj 1970 följde Stophs besök i Kassel. Förhandlingarna mellan Västtyskland och Östtyskland i ledde inte till några överenskommelser men kan ses som ett första steg mot de överenskommelser som följde några år senare. I november 1970 inleddes förhandlingar mellan statssekreterarna Egon Bahr (Västtyskland) och Michael Kohl (Östtyskland) som ledde fram till Transitavtalet som undertecknades 20 december 1971.

### Grundfördraget
Grundfördraget som slöts 21 december 1972 i Östberlin och trädde i kraft 1973 fastställde ländernas relationer och möjliggjorde ett betydligt större utbyte. Det följde på Fyrmaktsavtalet för Berlin och kommunikationerna förbättrades genomTransitavtalet (Transitabkommen). Västtyskland erkände nu Östtyskland statsrättslig. Staterna tolkade Grundfördraget delvis olika, till exempel var Östtyskland inte utomlands för Västtyskand medan Östtyskland såg Västtyskland som utomlands. Västtyskland erkände en suveränitet för DDR men inte fullt ut, till exempel gällande medborgarskapet.
Grundfördraget ledde också till att både Öst- och Västtyskland blev medlemmar i Förenta nationerna 18 september 1973. Länderna upprättade även ständiga representationer (Ständige Vertretungen) i Östberlin och Bonn som öppnade våren 1974. Det innebar också större möjligheter för kontakter mellan öst- och västtyskar. 1970-talets normalisering ledde till återförening av familjer när västtyskar kunde besöka Östtyskland. Östtyskland skrev som en följd av Grundfördraget under flera internationella konventioner och en rad västländer däribland Storbritannien, USA och Frankrike upptog diplomatiska förbindelser med Östtyskland. 1972 upptogs diplomatiska förbindelser med 22 länder och 1973 ytterligare 46. I slutet av 1970-talet hade DDR diplomatiska förbindelser med 130 länder och var medlem i alla större internationella organisationer.

### Honecker ny ledare

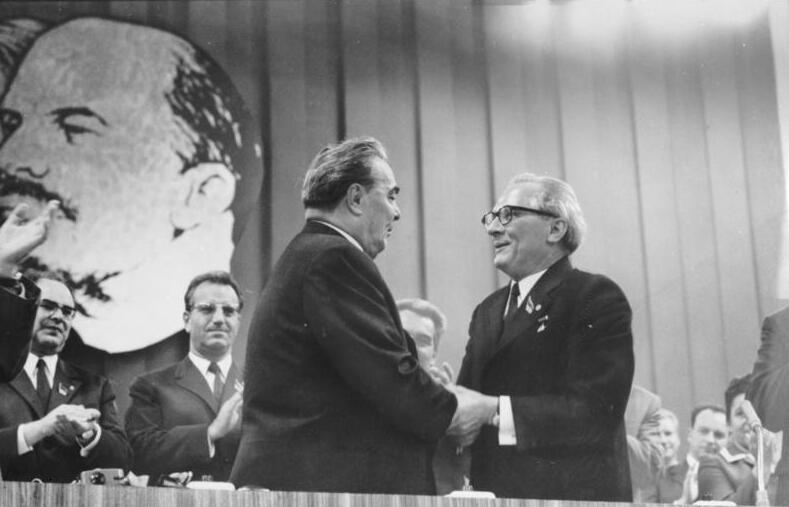
Leonid Brezjnev och Honecker vid partikongressen 1971 kort efter att Honecker blivit ny ledare.

3 maj 1971 avsattes Walter Ulbricht och ersattes av Erich Honecker. 15–19 juni 1971 på SED:s åttonde partidag offentliggjorde Honecker en ny politisk och ekonomisk kurs (Einheit von Wirtschafts- und Sozialpolitik). Målet med den nya kursen var att höja den materiella nivån i landet genom utökning av konsumtionsvaror och ett omfattande bostadsprogram för att förbättra bostadsstandarden. I bland annat industristäder som Bitterfeld, Merseburg, Halle (den nya orten Halle-Neustadt) och Wolfen byggdes nya stora bostadsområden utanför stadskärnorna i ett program som skulle vara genomfört i sin helhet 1990. Stora västtyska ekonomiska satsningar gjordes samtidigt genom handeln med Östtyskland som ett sätt till närmanden. Västtyskland levererade till exempel Volkswagen Golf till Östtyskland. Under 1980-talet kom miljardkrediter att ges från västtysk sida till Östtyskland. På partidagen 1971 beslutades om en ny femårsplan (1971–1975) med flera åtgärder för att uppnå målen. Honecker kritiserade sin företrädare Ulbrichts reformförsök och Ulbrichts plan för att gå om Västtyskland i produktionen av konsumentvaror.
Honecker betonade DDR:s avgränsning gentemot väst och Honeckers ledning blev Östtyskland fortsatt starkt knutet till Sovjetunionen. 1974 följde en ny författning som gick emot författningen från 1968. Nu ströks stycke om DDR som en socialistisk stat av tysk nation och istället var DDR nu arbetarnas och bönders socialistiska stat. Man strök också alla texter som tog upp en tysk återförening som mål. 1975 deltar Östtyskland och Västtyskland med varsin delegation på Europeiska säkerhetskonferensen i Helsingfors med bland annat medborgarrätt som en av punkterna. För Östtyskland var målet att få ett ökat internationellt erkännande genom sitt deltagande och undertecknande av slutdeklarationen.
Honeckers första tid som ledare gav intryck av moderniseringar av landet och en ökad yttrandefrihet. Tron på ökad yttrandefrihet fick ett tydligt slut i samband med att vissångaren Wolf Biermann utvisades (Die Ausbürgerung) i samband med att han uppträdde i Västtyskland 1976. Ett annat exempel var behandlingen av dissidenten Robert Havemann som sattes i husarrest.

### Kaffekrisen
DDR var en bristekonomi med återkommande brist på konsumtionsvaror men även livsmedel var något det återkommande saknades i butikerna. Landets industri förmådde inte producera tillräckligt. Väntetiden på en personbil var över 10 år. Bristerna visade sig även i den så kallade kaffekrisen i slutet av 1970-talet. Det stora kaffedrickandet gjorde kaffe till en av landets stora importprodukter. När världspriset på kaffe höjdes innebar det ett stort problem för DDR som helt enkelt inte hade råd och kaffe blev en bristvara. Istället började man introducera blandkaffe, Mischkaffee. Till detta var skickandet av västpaket omfattande, varje år skickades 25 miljoner paket och totalt 1 000 ton kaffe och fem miljoner kläder från Västtyskland till DDR. Efterhand löstes krisen när kaffepriser gick ner igen och DDR skapade handelsavtal med Vietnam. Det visade de strukturella och ekonomiska problem som DDR hade. DDR drabbades även vid samma tid av en energikris när man inte lyckades få fram tillräckligt med kol från de inhemska gruvorna.

### Östtysk identitet

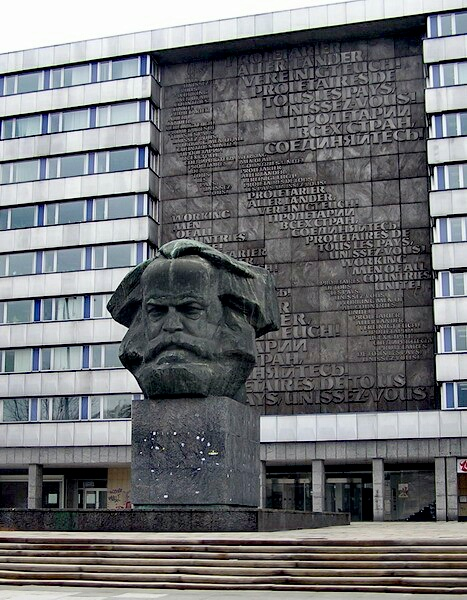
Karl Marx-monument från DDR-tiden i Chemnitz.

Under 1970-talet skedde även en ändring att ske i den egna självbilden i DDR. Under landets första år hade man distanserat sig från den tyska historien med några undantag. Symboler för Preussen förstördes som de gamla Junkerhusen och Berlins stadsslott sprängdes 1950. Statyn över Fredrik den store på Unter den Linden togs bort. SED fokuserade istället på facklig kamp under industrialiseringen, Thomas Müntzer och Matrosupproret 1918 i samband med Tyska novemberrevolutionen samt personer som Karl Liebknecht och Rosa Luxemburg (Spartacusförbundet).
Samtidigt kom armén Nationale Volksarmee redan 1956 att i sina uniformer gå i preussisk tradition. Under 1970-talet togs ett beslut vid den nionde partikongressen i maj 1976 som markerade en kursändring. Nu kom DDR att istället försöka knyta an till hela historien för att därmed legitimera sig självt och se Västtyskland som en historisk parentes i den tyska historien. Statyn över Fredrik den store återfördes till Östberlin och projekt för att restaurera gamla historiska byggnader tog vid. Nu kom även Honecker att referera till Preussen i sin tal.

## Kriser och slutet 1980–1990

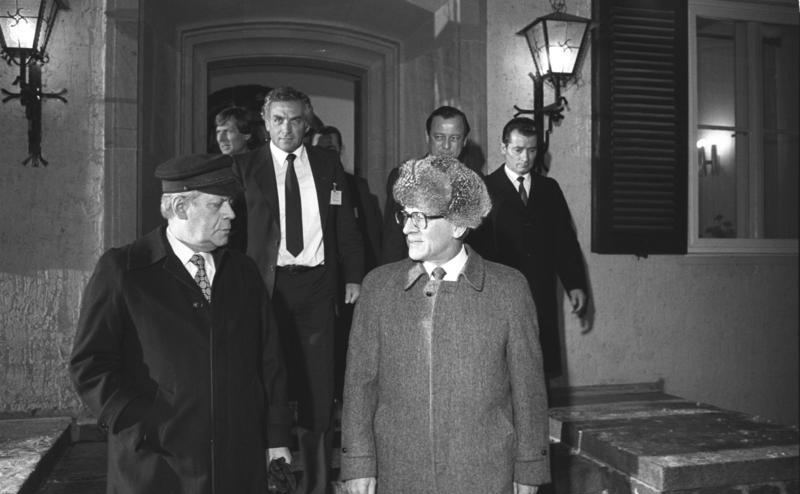
Erich Honecker och Helmut Schmidt under besöket i DDR 1981.

Honecker uttalade 1980, vid ett tal i Gera, krav på ett västtyskt erkännande av det östtyska medborgarskapet, för att närmanden mellan länderna skulle kunna gå vidare. Västtyskland erkände inte medborgarskapet, utan östtyskar fick per automatik ett västtyskt pass.
I december 1981 besökte Västtysklands förbundskansler Helmut Schmidt Östtyskland för det tredje inomtyska toppmötet efter Erfurt och Kassel 1970. Flera gånger hade mötet skjutits upp. Mötet med Erich Honecker ägde rum vid Werbellinsee utanför Berlin och i Güstrow. I Güstrow kantades gatan av uniformerad säkerhetspersonal och invånarna hade fått husarrest för att undvika sympatiyttringar för Schmidt. 1984 avlade Kanadas premiärminister Pierre Trudeau, Italiens statsminister Bettino Craxi och Olof Palme statsbesök i Östberlin.
I mitten av 80-talet startade en ny våg av utreseansökningar. 1984 flyttade 40 900 personer från DDR till Västtyskland. De som ville flytta tog sin tillflykt till den västtyska ambassaden i Prag eller den ständiga representationen i Östberlin.
År 1987 följde en milstolpe i strävandena efter internationellt erkännande, när Honecker som första östtyska ledare avlade ett statsbesök i Västtyskland. Han hade redan 1980 besökt Österrike.

### Ekonomisk stagnation
Under 1970- och 80-talen stagnerade den sovjetiska ekonomin och med den hela östblocket. De statsägda koncernerna och företagen (Kombinate och Volkseigener Betrieb) förmådde inte att modernisera sina verksamheter och hade allt svårare att hänga med på den internationella marknaden. Övriga östblocket gick samma dåliga ekonomi till mötes som Östtyskland där den sovjetiska ekonomin snart var på väg mot kollaps. Åren 1983 och 1984 får Östtyskland miljardkrediter av Västtyskland. Detta leder till att Östtyskland börjar montera ned de självavlossande anläggningarna längs med gränsen.
Statsbudgeten gick officiellt under många år i "balans". Östtysklands ledning hade inte sett behov av reformeringar likt de som inleddes med perestrojkan i Sovjetunionen i mitten av 1980-talet. I november 1989 sattes för första gången en ordentlig statistisk genomgång av Östtysklands ekonomi samman. Inkomsterna budgetåret 1989 räknades till 6,3 miljarder mark och utgifterna till 18,1 miljarder mark. Staten hade alltsedan 1972 haft ett ständigt stigande underskott som 1989 hade sprungit upp i 150 miljarder mark. Landet drogs under samma tid med enorma lån från Världsbanken, den västtyska staten och andra västkreditorer samt hade en egen hemlig byrå som arbetade med att sälja kulturföremål till västerländska konstsamlare.[källa behövs]

### Reaktioner på Olof Palmes död
Efter mordet på Sveriges statsminister Olof Palme 1986 sände Östtyskland en delegation till begravningen i Stockholm. Östtyskland tillsatte också en egen mordutredning, bara timmar efter att Sveriges statsminister hade mördats. Efter åtta månaders utredning hade Stasi ringat in en misstänkt Palmemördare, den iranske flyktingsmugglaren Amir Heidari. Stasis hemliga Palmeutredning avslöjades den 15 september 2007. Fram till dess hade den svenska Palmegruppen inte känt till den. Även svenska Palmeutredare hade utrett Amir Heidari under 1980-talet, men han visade sig ha alibi för mordnatten.
Europeiska fredsorganisationer organiserade fredsmarscher till Olof Palmes minne i september 1987. En sådan hölls även i Östtyskland 1–18 september. "Olof-Palme-Friedensmarsch für einen atomwaffenfreien Korridor" inleddes den 1 september 1987 på Olof-Palme-Platz i Stralsund. 150 prominenta gäster, däribland många svenskar, var inbjudna. Hederstalare inför den tio dagar långa marschen söderut mot Dresden var Olof Palmes änka Lisbeth Palme som höll ett fredstal inför 20 000 åskådare. I demonstrationen deltog även oppositionella grupper, vilket SED inte kunde förhindra utan att skada bilden av ett fredssträvande land. Demonstrationen sammanföll dessutom med Honeckers besök i Västtyskland, vilket på grund av den krisande östtyska ekonomin var absolut nödvändigt att bli framgångsrikt.

### Ökat missnöje

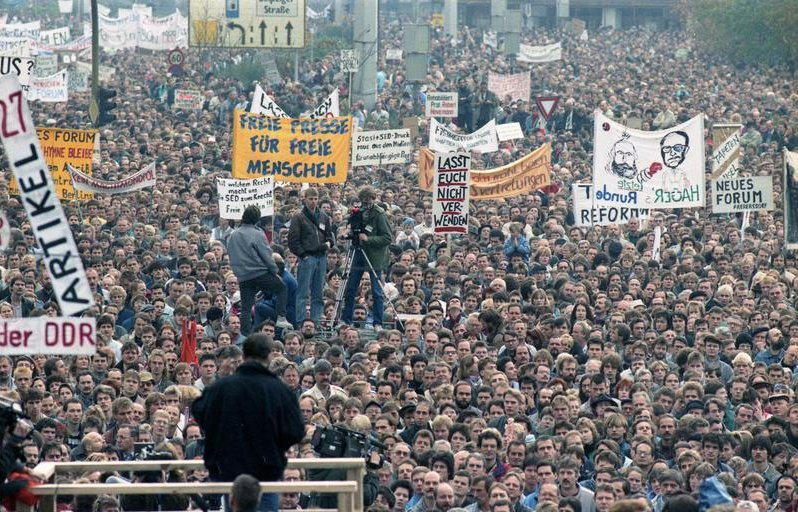
Massdemonstration i Berlin 4 november 1989.

Östtyskland var ett av de länder i öst som drabbades hårdast av den ekonomiska nedgången eftersom landets militär och statsapparat kostade mer att driva än vad landet i praktiken hade råd med. Östtyskland hade också levt över sina tillgångar genom stora projekt som Palast der Republik.
Detta resulterade i bland annat matbrist och problem för landets industrier som inte underhölls och halkade efter i utvecklingen. Med åren resulterade nedgången i ett allt större missnöje bland det östtyska folket. Antalet som ansökte om utresetillstånd ökade och samtidigt växte oppositionen i landet. Men trots påtryckningar och alarmerande rapporter från sina rådgivare vägrade Honecker att gå med på någon form av förändring, och nedgången fortsatte. Sovjetunionens nya ledare Michail Gorbatjov öppnade vid samma tid upp för reformer i det sovjetiska samhället och upphävde Brezjnevdoktrinen, vilket gav östblockets länder större frihet att utforma sin politik, men Honecker var inte beredd att ändra riktning.
Erich Honeckers strävan efter ett erkännande nådde sin höjdpunkt 7 september 1987 då han som första östtyska ledaren någonsin gjorde ett officiellt statsbesök i Västtyskland som innefattande ett officiellt mottagande genom att bland annat nationalsången spelades och hissning av den östtyska flaggan. Honecker hade bjudits in av Helmut Kohl redan 1983 men av olika anledningar sköts mötet upp.

## Återföreningen

### Vändpunkten

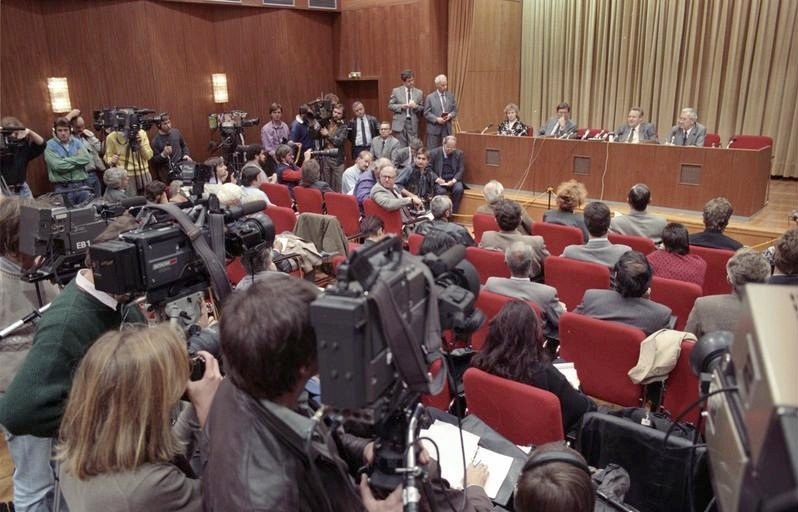
Günter Schabowski ger direktivet att gränspasseringar skall tillåtas till Västberlin.

Under sommaren och hösten 1989 började allt fler östtyskar att fly landet via Ungern som öppnat sin gräns mot Österrike. Under hösten 1989 flyr tusentals östtyskar till Västtysklands ambassader i Budapest, Prag och Warszawa. Fram tills att Berlinmuren faller 9 november 1989 flyr 200 000 östtyskar. Samtidigt började det östtyska folket visa sitt missnöje med demonstrationer på måndagar med de största i Leipzig. Det som blivit känd som die Wende (vändpunkten) startar. Medborgarrättsorganisationer som Demokratie Jetzt, Demokratischer Aufbruch och Neues Forum bildas.
7 oktober 1989 firade SED-regimen Östtyskland 40 år med stor mottagning i Palast der Republik med Gorbatjov som hedersgäst och militärparad. Samtidigt demonstrerar folkmassor mot regimen i närheten av firandet.

### Gränsen öppnas

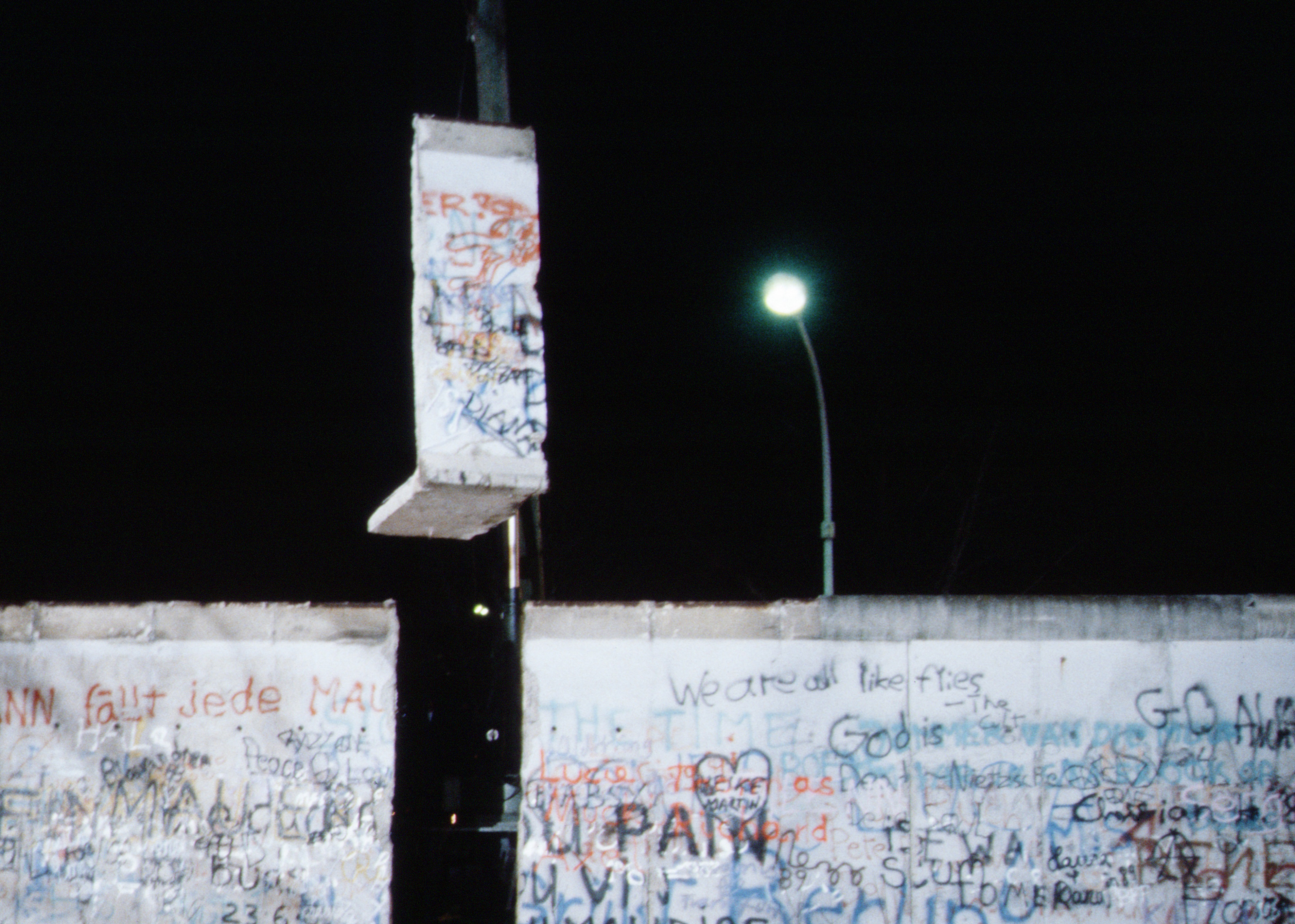
Berlinmuren öppnas upp.

9 november 1989 öppnas gränsen då politbyråmedlemmen Günter Schabowski vid en kaotisk presskonferens återger generalsekreterarens Egon Krenz direktiv att gränspasseringar skall tillåtas till Västberlin, men gränsvakterna som inte informerats om nyordningen släpper igenom folk utan de restriktioner som planerats av statsledningen. I glädjeyran börjar berlinarna riva muren. 18 oktober 1989 avsätts Erich Honecker efter höstens våg av demonstrationer. Dessa har blivit allt mer omfattande sedan Sovjetunionens ledare Michail Gorbatjov förklarat att sovjetisk militär inte skulle försöka stoppa några demonstrationer. Honecker ersätts av Egon Krenz.
4 november 1989 demonstrerar uppskattningsvis en halv miljon upp till en miljon människor för demokratiska reformer. Demonstratinen sänds direkt i TV. Talare vid demonstrationen är bland andra Stefan Heym, Christoph Hein och Christa Wolf. Markus Wolf och Günter Schabowski talar men möts av burop och visslingar. 7 november avgår den östtyska regeringen och 8 november politbyrån. Hans Modrow väljs till ny regeringschef (ministerpresident) och 18 november följer hans regeringsförklaring. Modrow avfärdar spekulationerna om en återförening och vill skapa ett nytt socialistiskt samhälle men öppnar för avtal med Västtyskland. Flera intellektuella uttalar sitt stöd för att Östtyskland ska förbli en självständig stat som alternativ till Västtyskland. 28 november offentliggör förbundskansler Helmut Kohl ett tiopunktsprogram för den tyska återföreningen som överraskar omvärlden. Kohl vill se den tyska återföreningen som en del i en europeisk integration.

### Fria val och valutareform

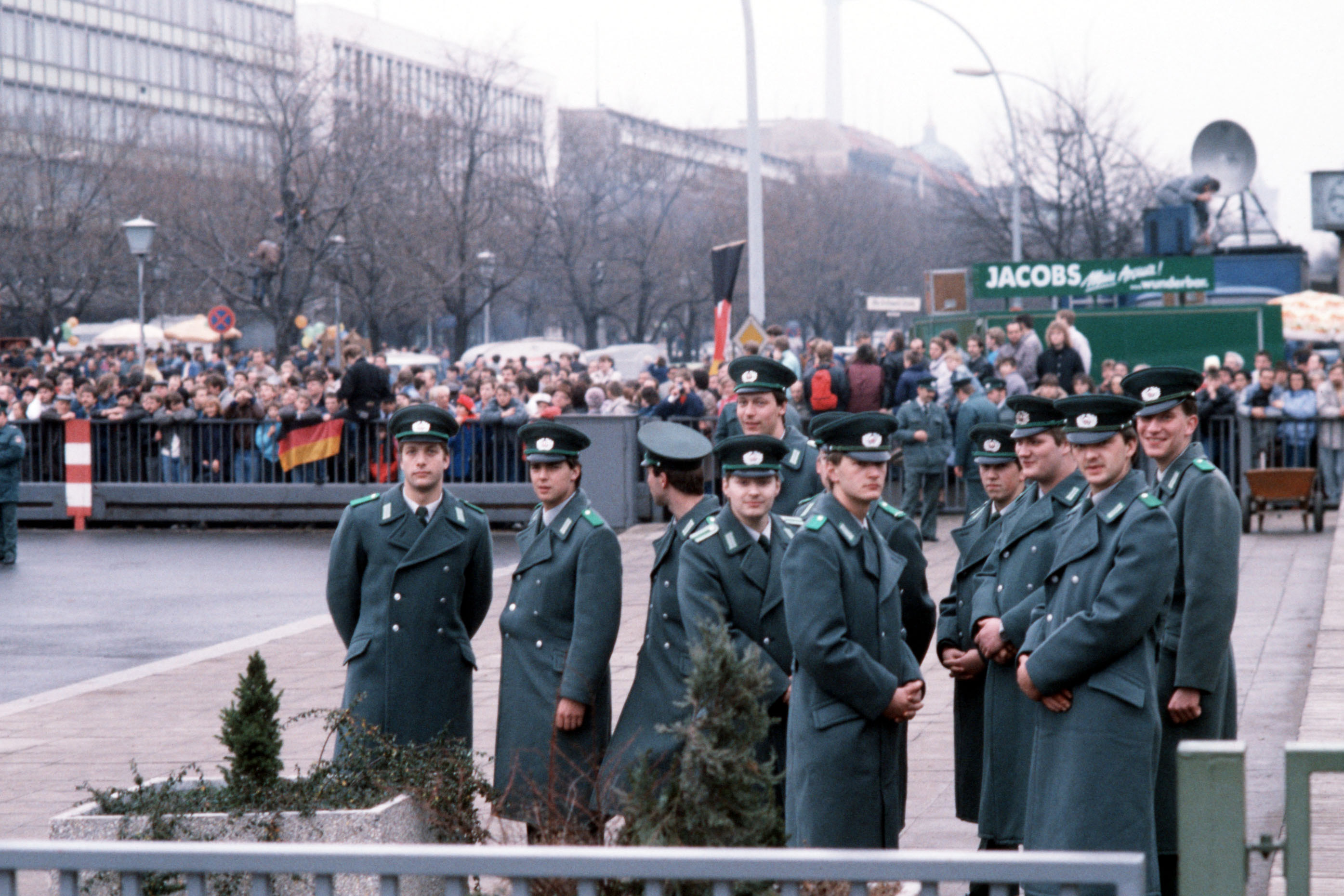
Kadetter ur Volkspolizei inväntar öppningen av Brandenburger Tor 22 december 1989.

18 mars 1990 hålls de första och sista fria valen i Östtysklands historia. CDU segrar stort genom att lova en snabb återförening med Västtyskland. Lothar de Maizière (CDU) blir Östtysklands sista regeringschef. 1 juli 1990 ingår Västtyskland och Östtyskland en valutaunion. Västtysklands D-Mark ersätter Mark som Östtysklands betalningsvaluta. Växlingskursen för sparpengar upp till 4 000 östmark hålls med 1:1 mellan de två valutorna för att medborgarna ska kunna ha råd att handla västerländska produkter. För belopp över 4 000 östmark gavs endast halva beloppet i D-Mark. 18 maj följer en överenskommelse, Wirtschafts-, Währungs- und Sozialunion, där Östtyskland inför samma valuta (d-mark) samt det näringslivssystem och sociala system som existerar i Västtyskland.

### Avtal om återförening
22 juli beslutade det östtyska parlamentet Volkskammer om återinförandet av de fem delstaterna Mecklenburg-Vorpommern, Brandenburg, Sachsen-Anhalt, Sachsen och Thüringen som avskaffats 1952. 23 augusti följde Volkskammers beslut med 2/3 majoritet att Östtyskland enligt artikel 23 i Förbundsrepublikens författning ska gå med i Förebundsrepubliken med verkan från 3 oktober 1990. 31 augusti följer avtalet, Einigungsvertrag, mellan de tyska staterna att Tyskland ska återförenas och detta från och med 3 oktober 1990.

### Två plus fyra-fördraget
Den 12 september 1990 undertecknades Två plus fyra-fördraget mellan de två tyska staterna och andra världskrigets segrarmakter Frankrike, USA, Sovjetunionen och Storbritannien. Därmed blev de sista hindren för en tysk återförening röjda ur vägen. Tyskland fick det fredsfördrag som aldrig blev av efter kriget och som återställde landets fullständiga suveränitet. Vissa motprestationer ingick, bland annat tilläts inte Nato öva i före detta Östtyskland, de tyska stridskrafterna begränsades till högst 370 000 man och Tyskland förband sig att inte skaffa ABC-vapen. 3 oktober 1990 upphörde Östtyskland att existera som stat och blev en del av Förbundsrepubliken Tyskland.